# Spexhall
Spexhall is een plaats en civil parish in het bestuurlijke gebied East Suffolk, in het Engelse graafschap Suffolk.
Binnen de civil parish Spexhall ligt aan de A144 oude dorpje Stone Street.